# Бидан, Абделлах
Абделлах Бидан (араб.  عبد الله بيدان‎; род. 19 августа 1967, Марокко) — марокканский футболист, защитник.

## Карьера

### Клубная карьера
Во взрослом футболе дебютировал в клубе «КОДМ Мекнес», где играл в основном составе команды.

### Карьера в сборной
Бидан выступал в составе национальной сборной Марокко. В 1986 году был в составе сборной на чемпионате мира по футболу в Мексике, но на поле ни разу не выходил.
8 января 1989 года он сыграл матч против сборной Замбии в рамках отборочного турнира чемпионата мира 1990 года.